# Zhang Lu
Zhang Lu ( - 216) foi um senhor da guerra, lider religioso e político chinês durante o final da dinastia Han. Depois de seu avô e de seu pai, foi o terceiro líder dos Mestres Celestiais, um grupo religioso. Controlava um estado no Hanzhong, região que ele havia nomeado Han'ning (汉宁) até 215, quando ele se entregou à Cao Cao, que ele serviria até sua morte um ano mais tarde. Morreu em um ataque que Cao Cao fez em tropas inimigas. Teve um irmão mais novo, Zhang Wei que morreu em luta contra Cao Cao antes de Zhang Lu se render a ele.